# Saison 2 de Demon Slayer: Kimetsu no Yaiba
Chronologie
Saison 1 Saison 3
La deuxième saison de Demon Slayer: Kimetsu no Yaiba (鬼滅の刃), officiellement nommée Demon Slayer: Kimetsu no Yaiba – Yūkaku-hen, une série d'animation japonaise pour la télévision et la vidéo à la demande, basée sur la série de mangas du même nom, est diffusée pour la première fois le 10 octobre 2021 et se termine le 13 février 2022.
La saison se divise en deux cours. Le premier récapitule l'arc du Train de l'infini, adapté en film en 2020, et prend place lors des sept premiers épisodes. Le huitième épisode marque le début du second cour qui couvre l'arc du Quartier des plaisirs sur onze épisodes.

## Synopsis

### Train de l'infini
Tanjirō Kamado a fini sa récupération et son apprentissage auprès du Pilier Shinobu Kochō et repart en mission avec Zenitsu et Inosuke. Le trio doit épauler Kyōjurō Rengoku, le fantasque Pilier du Feu, dans sa mission contre un démon sévissant dans un train.

### Quartier des plaisirs
Tanjirō, Zenitsu et Inosuke accompagnent en mission Uzui Tengen, le Pilier du Son, et vont à Yoshiwara, le quartier des plaisirs de Tokyo, pour élucider la disparition de ses trois femmes et enquêter sur la présence d'un potentiel démon.

## Personnages
Tanjirō Kamado (竈門 炭治郎, Kamado Tanjirō)
Voix japonaise : Natsuki Hanae, voix française : Enzo Ratsito
Nezuko Kamado (竈門 禰豆子, Kamado Nezuko)
Voix japonaise : Akari Kitō (ja), voix française : Margaux Maillet
Zenitsu Agatsuma (我妻 善逸, Agatsuma Zenitsu)
Voix japonaise : Hiro Shimono, voix française : Maxime Baudoin
Inosuke Hashibira (嘴平 伊之助, Hashibira Inosuke)
Voix japonaise : Yoshitsugu Matsuoka, voix française : Christophe Lemoine
Kyōjurō Rengoku (煉獄 杏寿郎, Rengoku Kyōjurō)
Voix japonaise : Satoshi Hino (ja), voix française : Adrien Antoine
Tengen Uzui (宇髄 天元, Uzui Tengen)
Voix japonaise : Katsuyuki Konishi, voix française : Gilduin Tissier

## Production

### Développement
La première saison connaît un grand succès ainsi que le film qui paraît en décembre 2020 et bat de nombreux records au Japon. Fort de cet engouement, le studio ufotable travaille sur une seconde saison. La direction est confiée à Haruo Sotozaki tandis qu'Akira Matsushima est le character designer.

### Sortie
Le 14 février 2021, Aniplex annonce la production d'une nouvelle saison, intitulée Kimetsu no Yaiba: Yūkaku-hen (鬼滅の刃 遊郭編, Kimetsu no Yaiba: l'arc du Quartier des plaisirs), avec la même équipe que pour la précédente. Le 25 septembre 2021, ufotable annonce officiellement la date de sortie de la saison, fixée au 10 octobre. Le studio révèle la diffusion de deux cours. Le premier s'étend sur sept épisodes couvrant l'arc du Train de l'Infini, adapté en film en 2020. Le premier épisode est un inédit narrant le périlleux voyage de Kyōjurō Rengoku pour le Train de l'Infini. Les six épisodes suivants comprennent l'ajout de 70 nouvelles scènes et de nouvelles musiques. Le second cour commence le 5 décembre et couvre l'arc du Quartier des plaisirs.
La première diffusion a lieu du 10 octobre au 28 novembre 2021 pour le premier cour et à partir du 5 décembre pour le second cour sur la chaîne de télévision Fuji TV à partir de 23 h 15 JST avant d'être diffusé sur d'autres chaînes japonaises, dont Tokyo MX, BS11, Gunma TV et Tochigi TV. Muse Production licencie la diffusion en Asie du Sud-Est sur les plateformes de streaming iQiyi, Bilibili, WeTV et Viu (en). En dehors des pays asiatiques, Aniplex of America (en) licencie la diffusion sur les plateformes de streaming Funimation, Hulu et Crunchyroll,,. En France, Wakanim, diffuseur de la première saison, est rejoint par Crunchyroll pour assurer la diffusion,.

### Musique
Pour les épisodes récapitulatifs, la chanteuse LiSA, déjà présente lors de la première saison, reprend du service en chantant l'opening, nommé Akeboshi, ainsi que l'ending, intitulé Shirogane. Sa consœur Aimer chante l'opening et l'ending, intitulés Zankyō Sanka et Asa ga Kuru, à partir de l'épisode 8.

## Découpage des épisodes
Voici l’organisation chronologique des épisodes par arcs :
1. Arc Train de l'infini (épisodes 1 à 7)
2. Arc Quartier des plaisirs (épisodes 8 à 18)